# Нежинская улица (Москва)

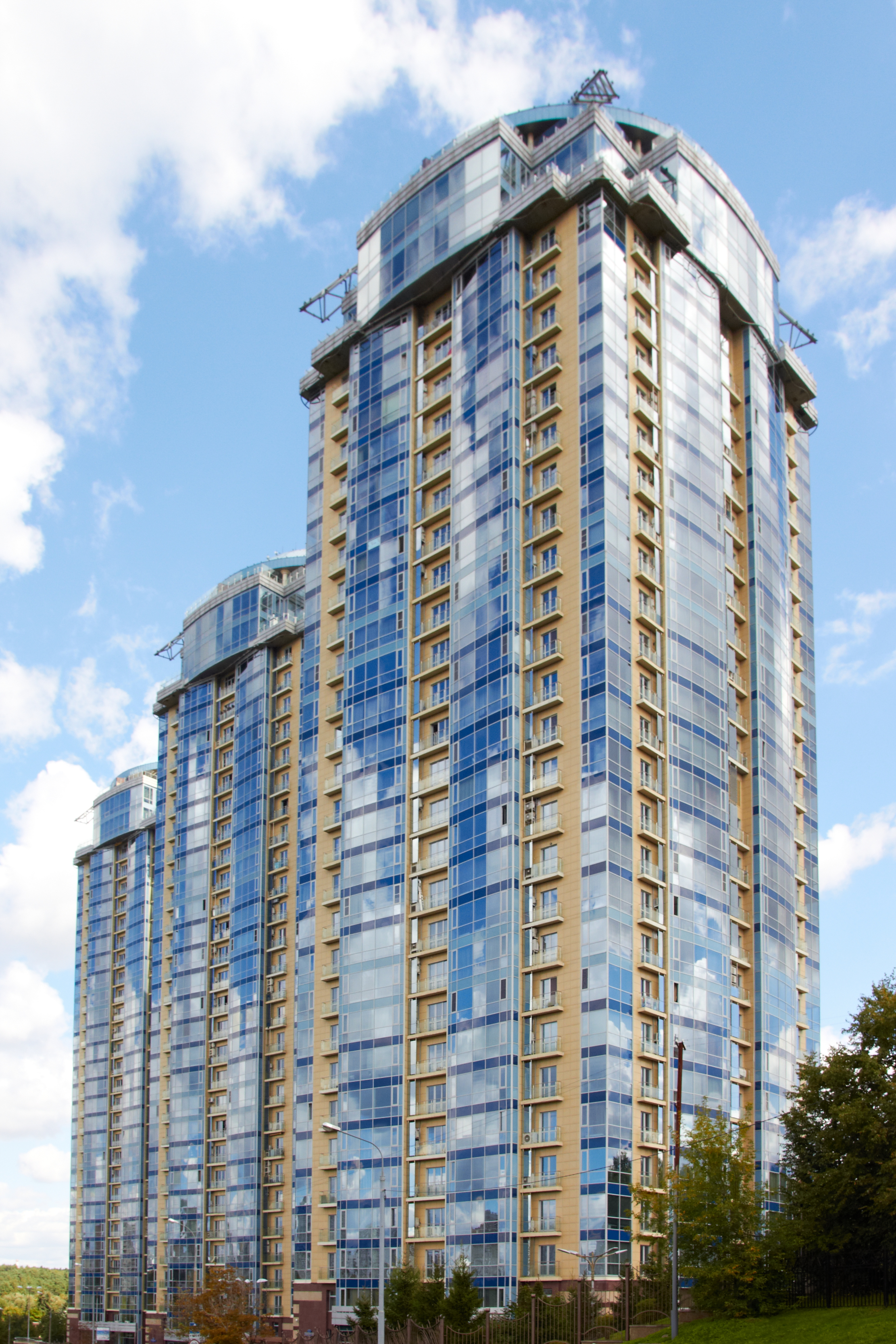
Жилой комплекс «Кутузовская ривьера»

Не́жинская у́лица — улица в районе Очаково-Матвеевское Западного административного округа города Москвы. Одна из четырёх улиц бывшего микрорайона Матвеевское (до 1997 года).
Начинается за пределами района (к северу от границы) от Давыдковской улицы, которая за Давыдковским мостом переходит в Нежинскую улицу. Идёт по краю района на юг, пересекая реку Сетунь, плавно изгибается на юго-запад и запад, упирается в Матвеевскую улицу.

## Примыкающие улицы
С севера к Нежинской улице примыкает Давыдковская улица, с юга — Матвеевская улица, в середине улицы к ней перпендикулярно примыкает Веерная улица.

## Происхождение названия
Названа в 1971 году по городу Нежину, районному центру Черниговской области (Украина).

## Транспорт

### Ближайшая станция метро
- Славянский бульвар — около 2,5 км (отсчёт от пересечения с Веерной улицей).

### Железнодорожный транспорт
Недалеко от Нежинской улицы находится платформа Матвеевская электропоездов киевского направления Московской железной дороги.

### Наземный транспорт
- На улице расположены следующие автобусные остановки:
  - Нежинская улица, 25
  - Дом ребёнка
  - Нежинская улица
  - Роддом № 3
  - Больница № 1
- По всей Нежинской улице проходит маршрут автобуса № 641 (до станции метро «Славянский бульвар»)[4]
- На участке от пересечения с Веерной улицей до Матвеевской улицы также проходит маршрут автобуса № 42 (от конечной остановки «Матвеевское» до станции метро «Проспект Вернадского»)[5]
- На участке от пересечения с Веерной улицей до Давыдковской улицей также проходит маршрут автобуса № 107 (от остановки «Почта» до станции метро «Филёвский парк»)[6].

## Примечательные здания и сооружения
По нечётной стороне:

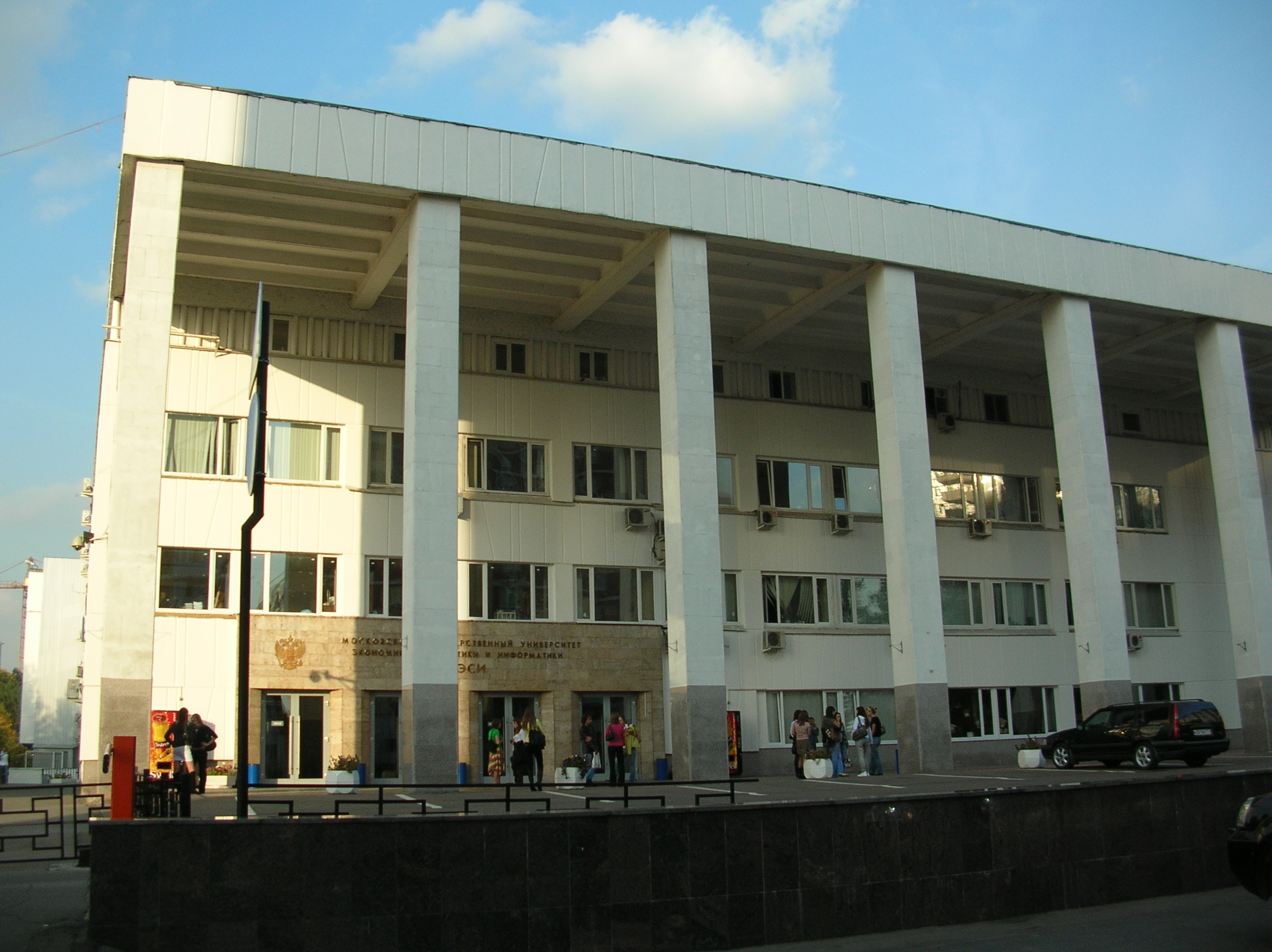
Главный учебный корпус МЭСИ. 29 сентября 2007 г.

- № 1 — Жилой комплекс «Кутузовская ривьера»
- № 5 — Дом ветеранов кино. Здесь прошли последние годы жизни актёров Рины Зелёной[7], Елены Тяпкиной[8], Семёна Соколовского[9], поэта Арсения Тарковского[10],
- № 7 — МГУЭСИ.
- № 13 — круглый жилой дом. Здесь жил учёный-механик С. А. Шестериков[11].

На Нежинской улице находятся два детских сада (№ 798, 863), дом ребёнка № 22, Московский государственный университет экономики, статистики и информатики, Роддом № 3 (дом 3), пансионат ветеранов труда № 29, Дом ветеранов кино, библиотека «Семейный круг», отделение Сбербанка, большое количество магазинов, аптек, мест досуга, предприятий питания и бытового обслуживания.

## Строительство храма на Нежинской улице
С 2002 года по многочисленным просьбам жителей района Матвеевское началось строительство храма-часовни Успения Пресвятой Богородицы в Матвеевском. Предполагаемое место строительства — ул. Нежинская, владение 4. Сегодня на этом месте установлен крест и регулярно проходят молебны. Но место строительства оказалось внутри особо охраняемой природной территории «Долина реки Сетунь», что осложняет сбор документов для землеотвода, поэтому до сих пор (2012 год) храм не построен.

## Интересные факты
Руководитель проекта жилой застройки района Матвеевское Евгений Стамо был также соавтором (инженер проекта — Александр Маркелов) круглого дома на Нежинской улице — одного из двух круглых домов в Москве.

## Почтовые индексы
Индекс: 119501. Номера домов: 2, 3, 5, 7(к.1), 7 (к.3).

Индекс: 119517. Номера домов: 10, 12, 13, 13 (к.1), 15 (к.1), 15 (к.2), 15 (к.3), 15 (к.4), 17, 21, 23, 25, 8.